# Bouilh-Devant
Bouilh-Devant är en kommun i departementet Hautes-Pyrénées i regionen Occitanien i sydvästra Frankrike. Kommunen ligger i kantonen Rabastens-de-Bigorre som tillhör arrondissementet Tarbes. År 2022 hade Bouilh-Devant 22 invånare.

## Befolkningsutveckling
Antalet invånare i kommunen Bouilh-Devant
| Referens: INSEE |